# Svjetski skijaški kup 2015.
Svjetski kup u alpskom skijanju 2014./2015.
49. sezona Svjetskog skijaškog kupa 2015. godine počela je 25. listopada 2014. u austrijskom Söldenu, a završila 22. ožujka 2015. u francuskom Maribelu. 
Skijaši su odvozili 37 utrka (10 spustova, 7 super-veleslaloma, 8 veleslaloma, 10 slaloma i 2 alpske kombinacije). Najviše bodova (1448) osvojio je Marcel Hirscher iz Austrije.
Skijašice su odvozile 32 utrke (8 spustova, 7 super-veleslaloma, 7 veleslaloma, 9 slaloma i 1 alpska kombinacija). Najviše bodova (1553) osvojila je Anna Fenninger iz Austrije.

### Ukupni pobjednici
|           | Ukupno          | Slalom           | Spust          | Super-G        | Veleslalom      | Kombinacija                  |
| --------- | --------------- | ---------------- | -------------- | -------------- | --------------- | ---------------------------- |
| Skijaši   | Marcel Hirscher | Marcel Hirscher  | Kjetil Jansrud | Kjetil Jansrud | Marcel Hirscher | Carlo Janka (bez trofeja)    |
| Skijašice | Anna Fenninger  | Mikaela Shiffrin | Lindsey Vonn   | Lindsey Vonn   | Anna Fenninger  | Anna Fenninger (bez trofeja) |

## Skijaši
| Plasman | Ime                  | Država    | Bodovi |
| ------- | -------------------- | --------- | ------ |
| 1.      | Marcel Hirscher      | Austrija  | 1448   |
| 2.      | Kjetil Jansrud       | Norveška  | 1228   |
| 3.      | Alexis Pinturault    | Francuska | 1006   |
| 4.      | Felix Neureuther     | Njemačka  | 838    |
| 5.      | Fritz Dopfer         | Njemačka  | 797    |
| 6.      | Hannes Reichelt      | Austrija  | 760    |
| 7.      | Dominik Paris        | Italija   | 745    |
| 8.      | Henrik Kristoffersen | Norveška  | 729    |
| 9.      | Matthias Mayer       | Austrija  | 717    |
| 10.     | Carlo Janka          | Švicarska | 643    |

### Spust
| Plasman | Ime              | Država    | Bodovi |
| ------- | ---------------- | --------- | ------ |
| 1.      | Kjetil Jansrud   | Norveška  | 605    |
| 2.      | Hannes Reichhelt | Austrija  | 511    |
| 3.      | Guillermo Fayed  | Francuska | 389    |
| 4.      | Matthias Mayer   | Austrija  | 386    |
| 4.      | Dominik Paris    | Italija   | 386    |

### Super-veleslalom
| Plasman | Ime              | Država   | Bodovi |
| ------- | ---------------- | -------- | ------ |
| 1.      | Kjetil Jansrud   | Norveška | 556    |
| 2.      | Dominik Paris    | Italija  | 353    |
| 3.      | Matthias Mayer   | Austrija | 274    |
| 4.      | Hannes Reichhelt | Austrija | 243    |
| 5.      | Dustin Cook      | Kanada   | 239    |

### Veleslalom
| Plasman | Ime               | Država    | Bodovi |
| ------- | ----------------- | --------- | ------ |
| 1.      | Marcel Hirscher   | Austrija  | 690    |
| 2.      | Alexis Pinturault | Francuska | 487    |
| 3.      | Ted Ligety        | Francuska | 462    |
| 4.      | Fritz Dopfer      | Njemačka  | 346    |
| 5.      | Thomas Fanara     | Francuska | 330    |

### Slalom
| Plasman | Ime                   | Država   | Bodovi |
| ------- | --------------------- | -------- | ------ |
| 1.      | Marcel Hirscher       | Austrija | 614    |
| 2.      | Felix Neureuther      | Njemačka | 591    |
| 3.      | Alexander Khoroshilov | Rusija   | 485    |
| 4.      | Henrik Kristoffersen  | Norveška | 463    |
| 5.      | Fritz Dopfer          | Njemačka | 451    |

### Alpska kombinacija
| Plasman | Ime                   | Država    | Bodovi |
| ------- | --------------------- | --------- | ------ |
| 1.      | Carlo Janka           | Švicarska | 140    |
| 2.      | Alexis Pinturault     | Francuska | 126    |
| 3.      | Victor Muffat-Jeandet | Francuska | 125    |
| 4.      | Ivica Kostelić        | Hrvatska  | 110    |
| 5.      | Ondřej Bank           | Češka     | 92     |

## Skijašice
| Plasman | Ime              | Država      | Bodovi |
| ------- | ---------------- | ----------- | ------ |
| 1.      | Anna Fenninger   | Austrija    | 1553   |
| 2.      | Tina Maze        | Slovenija   | 1531   |
| 3.      | Lindsey Vonn     | SAD         | 1087   |
| 4.      | Mikaela Shiffrin | SAD         | 1036   |
| 5.      | Nicole Hosp      | Austrija    | 684    |
| 6.      | Frida Hansdotter | Švedska     | 679    |
| 7.      | Kathrin Zettel   | Austrija    | 646    |
| 8.      | Elisabeth Görgl  | Austrija    | 638    |
| 9.      | Lara Gut         | Švicarska   | 623    |
| 10.     | Tina Weirather   | Lihtenštajn | 603    |

### Spust
| Plasman | Ime             | Država    | Bodovi |
| ------- | --------------- | --------- | ------ |
| 1.      | Lindsey Vonn    | SAD       | 502    |
| 2.      | Anna Fenninger  | Austrija  | 399    |
| 3.      | Tina Maze       | Slovenija | 356    |
| 4.      | Elisabeth Görgl | Austrija  | 337    |
| 5.      | Elena Fanchini  | Italija   | 291    |

### Super-veleslalom
| Plasman | Ime             | Država    | Bodovi |
| ------- | --------------- | --------- | ------ |
| 1.      | Lindsey Vonn    | SAD       | 540    |
| 2.      | Anna Fenninger  | Austrija  | 512    |
| 3.      | Tina Maze       | Slovenija | 390    |
| 4.      | Cornelia Hütter | Austrija  | 286    |
| 5.      | Lara Gut        | Švicarska | 261    |

### Veleslalom
| Plasman | Ime              | Država    | Bodovi |
| ------- | ---------------- | --------- | ------ |
| 1.      | Anna Fenninger   | Austrija  | 542    |
| 2.      | Eva-Maria Brem   | Austrija  | 436    |
| 3.      | Mikaela Shiffrin | SAD       | 357    |
| 4.      | Sara Hector      | Švedska   | 329    |
| 5.      | Tina Maze        | Slovenija | 266    |

### Slalom
| Plasman | Ime              | Država    | Bodovi |
| ------- | ---------------- | --------- | ------ |
| 1.      | Mikaela Shiffrin | SAD       | 679    |
| 2.      | Frida Hansdotter | Švedska   | 569    |
| 3.      | Tina Maze        | Slovenija | 439    |
| 4.      | Šárka Strachová  | Češka     | 376    |
| 5.      | Kathrin Zettel   | Austrija  | 356    |

### Alpska kombinacija
| Plasman | Ime                  | Država    | Bodovi |
| ------- | -------------------- | --------- | ------ |
| 1.      | Anna Fenninger       | Austrija  | 100    |
| 2.      | Tina Maze            | Slovenija | 80     |
| 3.      | Kathrin Zettel       | Austrija  | 60     |
| 4.      | Margot Bailet        | Francuska | 50     |
| 4.      | Marie-Michèle Gagnon | Kanada    | 45     |